# LexML Brasil

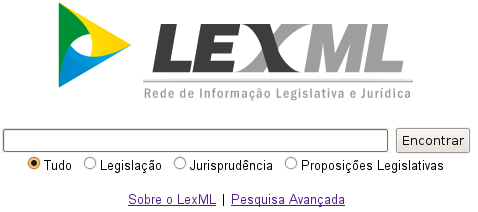
Portal oficial.

LexML Brasil é um iniciativa de governo eletrônico liderada pelo Senado Federal brasileiro. Tem o objetivo de estabelecer padrões abertos, integração de processos de trabalho e compartilhamento de dados, no contexto da identificação e estruturação de informações legislativas e jurídicas.
O projeto brasileiro é participante da comunidade internacional LexML desde 2006.
Foi lançado oficialmente em 30 de junho de 2009, ano em que tornou-se também uma recomendação dos Padrões de Interoperabilidade de Governo Eletrônico (ePING).
Em maio de 2012 entrou em vigor a Lei de Acesso à Informação (LAI), que veio a reforçar a posição do portal e dos padrõs LexML como instrumento do governo para cumprimento da "obrigatoriedade da publicação" (art.5 da CF), do "direito de acesso" (art.37 da CF) e da sua franquia (art. 216 da CF), no âmbito das informações legislativas e jurídicas.

## Padrões
Padrões e recomendações para a infra-estrutura que permite manipular eficazmente a gigantesca quantidade de informações legislativas e jurídicas existentes no Brasil. 
- XML-Schema de full-text das normas (em conformidade com a LCP-95).  Norma técnica "LexML-BR Parte 3" [4].

- esquema de URN Lex[5],[6] para referência e nomenclatura de normas. Norma técnica "LexML-BR Parte 2" [7]

- protocolo OAI-PMH para o intercâmbio e a centralização de metadados. Norma técnica  "LexML-BR Parte 4" [8].

Ainda, aguarda revisão final o padrão SILEX para compilação de textos normativos e garantia de conformidade com a sua vigência.

## Recursos implantados
Os principais recursos previstos pelo projeto já se encontram em operação:
- Endereço persistente (PURL [en]) para o resolvedor de nome uniforme de recurso (URN);
- Portal para a busca de normas jurídicas, especializado em leis, decretos, acórdãos, súmulas, projetos de leis entre outros documentos das esferas federal, estadual e municipal dos Poderes Executivo, Legislativo e Judiciário de todo o Brasil.
- Soluções de apoio, mais específicas, para gestão de documentos normativos, conversão de documentos, e outras. [9] [10]

## Histórico
O Projeto LexML-BR foi iniciado em ~2006, e teve o LexML-IT como referência.  Em 30 de junho de 2009 teve o seu lançamento oficial.   
Trata-se hoje de uma iniciativa conjunta de diversos órgãos da administração pública federal, a partir de representantes institucionais de órgãos dos poderes Legislativo, Executivo e Judiciário do Brasil, integrantes da Comunidade TI Controle, interagindo no âmbito das informações legislativas e jurídicas.
As metas do Projeto LexML Brasil podem ser dividas em dois grandes "pacotes":
- LexML 1.0: consiste do Portal de Busca, serviço de resolução, geração de identificadores persistentes, e o "Linker Service".
- LexML 2.0 (a partir de 2010): adoção mais ampla de "open source tools" para a gestão completa dos textos de documentos , de acordo com o "LexML Brazil XML Schema". [16]

## Motivações
Fundamentos jurídicos para que as normas jurídicas brasileiras sejam amplamente distribuidas em meio digital:
- Exclusão da ignorância da Lei: a Constituição Federal, devido ao princípio da "Ignorantia legis neminem excusat"[17], prevê direitos e deveres com relação à gestão das normas governamentais:
  - obrigatoriedade da publicação: o art. 37, requer que a administração pública obedeça ao princípio da publicidade – devidamente detalhado pelos artigos 59 e 66 bem como Lei Complementar nº 95/1998.
  - direito de acesso: o art. 5º, inciso XIV, assegura “a todos o acesso à informação”;
  - obrigatoriedade da franquia ao acesso: o art. 216, § 2º estabelece que cabe à administração pública "a gestão da documentação governamental e  as providências para franquear sua consulta a quantos dela necessitem.”

- Transparência: o princípio da transparência se encontra implícito no o artigo 5o, XXXV da  Constituição. Sua observância é reforçado administrativamente pela  Lei Complementar 131 de 2009 e processualmente pela Lei 12.527 de 2011.

- Direito à defesa: o art. 133 da  Constituição e outros dispositivos garantem a representação e a "auto-defesa" ao cidadão brasileiro.
  - "defesa em tempo": com relação à duração de um processo judicial o art. 5º, LXXVIII, fixa "a razoável duração do processo e os meios que garantam a celeridade de sua tramitação" como direito fundamental [18].

Outras motivações, relativas à situação do sistema jurídico brasileiro entre 2000 e 2009:
- Legado digital disperso. Iniciada na década de 1970, a informatização legislativa e jurídica se manteve até recentemente através de desenvolvimentos independentes, sem maior preocupação com a uniformização.

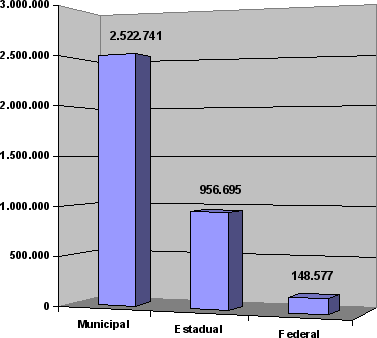
Volume de normas produzido de 1998 a 2008, conforme estudo do IBPT.
Nota: o acervo de legislação federal do LexML em 2015 já chega aos ~260mil documentos.

- Volume imenso de normas produzidas. Em 20 anos foram editadas, aproximadamente: [19]
  - normas federais: 150 mil normas, em média 21 normas por dia.
  - normas estaduais: 1,0 milhão de normas, em média cada um os 27 estados produziram 5 normas por dia (135 normas por dia ao todo).
  - normas municipais: 2,6 milhões de normas, em média cada um dos quase 5700 municípios produziram 4 normas por semana (360 normas por dia ao todo).

- Burocracia e informalidade [20] [21], criados pelo excesso de normas, falta de acesso e falta de organização.